# Фаунтин Лејк (Арканзас)
Фаунтин Лејк (енгл. Fountain Lake) град је у америчкој савезној држави Арканзас.

## Демографија
По попису из 2010. године број становника је 503, што је 94 (23,0%) становника више него 2000. године.
| Група             | 2000.       | 2010.       |
| Белци             | 397 (97,1%) | 454 (90,3%) |
| Афроамериканци    | 1 (0,2%)    | 14 (2,8%)   |
| Азијати           | 0 (0,0%)    | 6 (1,2%)    |
| Хиспаноамериканци | 3 (0,7%)    | 6 (1,2%)    |
| Укупно            | 409         | 503         |